# Chau Sen Cocsal Chhum
Chau Sen Cocsal (tiếng Khmer: ចៅ សែនកុសលឈុំ, Chau Sênkŏsâl; 1 tháng 9 năm 1905 – 22 tháng 1 năm 2009), còn gọi là Chhum (Khmer: ឈុំ, Chhŭm), là công chức và chính khách Campuchia từng giữ chức Thủ tướng Campuchia năm 1962 và Chủ tịch Quốc hội hai lần, vào các năm 1962–1963 và 1966–1968. Do sống thọ tới 103 tuổi mà ông trở thành nhà lãnh đạo quốc gia sống lâu nhất trên thế giới với năm sinh và năm mất đã kiểm chứng được. Nhà lãnh đạo duy nhất có thể sống lâu hơn ông là một thủ tướng Campuchia khác tên là Ek Yi Oun (1910–2013). Ông được Vua Norodom Sihanouk phong tặng danh hiệu "Samdech" vào năm 1993.

## Thiếu thời
Chhum chào đời trong một gia đình người Khmer (Khmer Krom) tại xã Tri Tôn, tỉnh Châu Đốc (tên cũ của tỉnh An Giang), Đông Dương thuộc Pháp (nay là Việt Nam), vào ngày 1 tháng 9 năm 1905. Hồi nhỏ, Chuum học tiểu học tại Phnôm Pênh trước khi chuyển lên Sài Gòn nhập học trường Lycée Chasseloup Laubac (nay là Trường Trung học Phổ thông Lê Quý Đôn). Ở tuổi 21, Chhum trở thành người Campuchia đầu tiên tốt nghiệp bằng tú tài Pháp ngữ và Triết học. Sau khi ra trường, ông khởi đầu sự nghiệp trong Chính quyền thuộc địa Pháp ở Phnôm Pênh, Campuchia, với chức vụ Công chức Bậc Hai (Cadre Supérieur de Deuxième Classe/Anuk Montrei).

## Sự nghiệp
Năm 1928, Chau Sen Cocsal được thăng chức Phó Tỉnh trưởng tỉnh Takéo (Gouverneur Adjoint), sau đó liên tiếp thăng quan tiến chức tại huyện Tralach, tỉnh Takéo vào năm 1931 và huyện Thbaung Khmaum, tỉnh Kampong Cham vào năm 1935. Năm 1938, Chhum được bổ nhiệm làm Tỉnh trưởng Svay Rieng. Từ năm 1940 đến năm 1944, ông là Tỉnh trưởng Kampong Chhnang. Trong Thế chiến thứ hai, Chhum từ chối cung cấp lao động cưỡng bức cho quân đội Nhật Bản đang chiếm đóng ở Campuchia và quyết định từ bỏ mọi chức vụ lén chạy vào rừng tham gia phong trào kháng chiến chống phát xít Nhật.
Đến lúc người Pháp quay trở lại áp đặt nền đô hộ lên đất nước Campuchia, Chhum được chính quyền thuộc địa đề cử làm Thị trưởng Phnôm Pênh năm 1945, Tỉnh trưởng Kampong Cham năm 1946, rồi Tỉnh trưởng Kandal năm 1948. Năm 1951, Chhum được cử sang làm đại sứ Campuchia ở Thái Lan được coi là chức đại sứ nước ngoài đầu tiên. Chhum trở về nước vào năm 1952 và một lần nữa lại bỏ trốn vào rừng gia nhập phong trào đấu tranh giành độc lập chống Thực dân Pháp.
Năm 1955, Chau Sen Cocsal được bầu vào Quốc hội Campuchia với tư cách là dân biểu từ Kompong Cham. Từ năm 1958 đến năm 1963, ông đảm nhiệm chức vụ Chủ tịch Quốc hội. Năm 1969, Chhum từ giã chính trường về hưu ở tuổi 64.
Tháng 4 năm 1975, thủ đô Phnôm Pênh thất thủ trước sức tiến công của Khmer Đỏ và Sài Gòn rơi vào tay quân đội Bắc Việt và Việt Cộng, do lúc này Chhum đang bận đi thăm người thân ở Kampuchea Krom không kịp di tản nên chính quyền Việt Nam cộng sản đã bắt giữ ông ngay lập tức. Chhum bị buộc tội làm gián điệp cho CIA và phải chịu cảnh giam cầm trong suốt 17 tháng trời trong cái mà sau này ông tả lại là "hộp gà", rồi sau chuyển sang một căn phòng mà ông phải thay phiên nhau ngủ với 40 tù nhân khác. Chau Sen Cocsal còn bị quản thúc thêm hai năm nữa tại Sài Gòn. Về sau, trước sức ép của chính phủ Pháp, Việt Nam đành phải trả tự do cho Chhum rồi cho phép ông cùng vợ con di cư sang Pháp.
Năm 1991, sau khi ký Hiệp định Hòa bình Paris, Quốc vương Norodom Sihanouk đã đề cử Chau Sen Cocsal Chhum làm Chủ tịch Hội đồng Tối cao Quốc gia Campuchia (SNC). Từ năm 1992 trở đi, ông trở thành Cố vấn Cơ mật của Quốc vương Norodom Sihanouk. Năm 1993, Chau Sen Cocsal Chhum được trao tặng cấp bậc cao nhất trong ngành dân chính Campuchia là "Samdech". Cùng năm đó, ông được bầu làm Chủ tịch Hội đồng Hiến pháp. Thông tín viên của tờ Le Monde là Jean-Claude Pomonti, trong một cuộc phỏng vấn cá nhân, đã trích lời Chau Sen Cocsal là người có "ít cảm tình với chế độ Campuchia hiện tại", đánh giá rằng giới lãnh đạo của họ "gần như đã bán đứng Campuchia cho người Việt Nam". Chhum chính thức về hưu lần thứ hai vào năm 2007. Huân huy chương mà ông được chính phủ hai nước Campuchia-Pháp trao tặng bao gồm Grand Croix de l'Ordre Royal (Campuchia) và Commandeur de la Légion d'honneur (Pháp).

## Cái chết
Ngày 22 tháng 1 năm 2009, ở tuổi 103, viên công chức cuối cùng còn lại của Campuchia từ thời Pháp thuộc và Sangkum Reastr Niyum, đã qua đời trong yên bình giữa cảnh quây quần bên con cháu. Chau Sen Cocsal Chhum được hỏa táng công khai với đầy đủ nghi thức quân đội. Binh lính chào theo kiểu nhà binh trước di thể của ông trong thông cáo chính thức của Thái Thượng hoàng Norodom Sihanouk, Quốc vương Norodom Sihamoni, Bộ Ngoại giao Pháp, và cộng đồng Khmer Krom. Trong một cáo phó đăng trên tờ Phnom Penh Post, gia quyến ông viết rằng công chúng nên tưởng nhớ đến Chhum như là "một người luôn quan tâm đến quyền lợi của người khác, dù nhỏ hay lớn", "thường có những lời lẽ tử tế dành cho những gương mặt vô danh phục vụ đấng cao minh không ngừng nghỉ. Vì Samdech Chhum tự coi mình như một người hầu đơn thuần." Từ ngày 10 tháng 6 năm 2004, khi cựu Thủ tướng Hy Lạp Xenophon Zolotas mất, cho đến khi ông qua đời, Chhum là cựu nguyên thủ quốc gia lâu đời nhất còn sống trên thế giới.

## Đời tư
Ngày 2 tháng 4 năm 1940, Chau Sen Cocsal kết hôn với Vann Thi Hai và có với nhau bảy người con.